# Klimaziel
| Größe(n)                                                | Ziel                           | Vor-/Nachteile                                                                                            |
| ------------------------------------------------------- | ------------------------------ | --- |
| Klimafolgen                                             | Begrenzung schädlicher Folgen  | direkt die Größen, die eigentlich beeinflusst werden sollen; schwer definierbar; zeitverzögerter Eintritt |
| Globale Erwärmung                                       | maximaler Temperatur- anstieg  | eine quantifizierbare Variable; engere Verbindung zu Folgen; zeitverzögerter Eintritt                     |
| Treibhausgas- konzentration                             | maximale Konzentration         | eine quantifizierbare Variable; Fortschritt rasch erkennbar                                               |
| kumulierte Treib- hausgasemissionen / Strahlungsantrieb | maximale kumulierte Emissionen | eine quantifizierbare Variable; Fortschritt rasch erkennbar                                               |
| jährliche Emissionen                                    | Emissions- minderungen         | eine quantifizierbare Variable; Fortschritt rasch erkennbar                                               |

Ein Klimaziel oder Klimaschutzziel ist ein Ziel der Klimapolitik. Ziele können an unterschiedlichen Größen entlang der Kausalkette der menschengemachten globalen Erwärmung ausgerichtet werden: direkt schädliche Folgen des Klimawandels zu vermeiden, den Anstieg der Globaltemperatur oder die Konzentration von Treibhausgasen auf ein bestimmtes Maß zu begrenzen oder Treibhausgasemissionen über einen bestimmten Zeitraum auf ein angestrebtes Niveau zu verringern. Klimaschutzziele können auf verschiedenen Ebenen rechtlich verankert werden: in internationalen Übereinkommen, national oder sub-national in Klimaschutzgesetzen oder -programmen. Sie können so Verbindlichkeit erlangen und setzen den mittel- und langfristigen politischen und ökonomischen Handlungsrahmen.
Das im Rahmenübereinkommen der Vereinten Nationen über Klimaänderungen verankerte Ziel, eine gefährliche anthropogene Störung des Weltklimas zu vermeiden, setzt an den Folgen der globalen Erwärmung an. Es ist Grundlage der internationalen Klimapolitik. Konkretisiert wurde es von den Mitgliedstaaten im Übereinkommen von Paris mit dem Ziel, die Erderwärmung zu begrenzen, und zwar auf deutlich unter 2 Grad (→ Zwei-Grad-Ziel), möglichst 1,5 Grad (→ 1,5-Grad-Ziel).

Staaten mit einem Klimaneutralitätsziel (Stand 2024) bis:
▨ erreicht (eigene Angabe)
▧ in Diskussion

Vertragsparteien des Übereinkommens – darunter Deutschland, Österreich und die Schweiz, aber auch die Europäische Union als Ganzes – sind verpflichtet sogenannte National Festgelegte Beiträge (NDC) zur Erreichung der vereinbarten gemeinsamen Ziele einzureichen. Darin legen sie ihre nationalen Ziele dar und ihre Pläne, mit denen sie ihre Ziele verfolgen wollen. Bis 2021 hatten sich die meisten Staaten in ihren NDC Netto-Null-Ziele gesetzt: Damit bestand für etwa 90 % der weltweiten wirtschaftlichen Aktivität das Ziel, zwischen 2050 und 2070 Netto-Null-Emissionen zu erreichen, also entweder keine Treibhausgase auszustoßen oder deren Emission vollständig zu kompensieren (→ Klimaneutralität).
Die Europäische Union (EU) hat sich in ihrem Primärrecht „die Bekämpfung des Klimawandels“ als Ziel gegeben (Art. 191 AEUV). Konkretisiert wird es im Europäischen Klimagesetz, das das Erreichen von Treibhausgasneutralität bis 2050 festschreibt. Für den Zeitraum bis zu diesen Netto-Null-Emissionen in der Jahrhundertmitte wurden Zwischenziele vereinbart: Für 2030 lag dieses bei minus 55 Prozent. Am 6. Februar 2024 stellte die Europäische Kommission dem EU-Parlament in Straßburg ihr Klimaziel für 2040 vor. Das darin anvisierte Ziel der Treibhausgasreduktion lag bei 90 Prozent. Das Governance-System der EU bildet den Rahmen, in dem die Union und ihre Mitgliedstaaten ihre auf europäischer Ebene definierten Ziele verfolgen; dazu gehören über zehn Jahre reichende Langfrist-Strategien und Nationale Energie- und Klimapläne.
Österreich strebt an, den Ausstoß klimaschädlicher Treibhausgase bis 2040 vollständig zu stoppen. Ein Zwischenziel ist, Emissionen in Sektoren, die nicht dem EU-Emissionshandel unterliegen, bis 2030 um 36 % gegenüber 2005 zu senken.
Klimaziele für Deutschland sind die Ziele im 2016 verabschiedeten Klimaschutzplan 2050 und im 2019 verabschiedeten Bundes-Klimaschutzgesetz. In letzterem ist Klimaneutralität bis 2045 beschlossen. Einzelne Bundesländer wollen schon vorher klimaneutral werden, beispielsweise Baden-Württemberg bis 2040.
Auch auf substaatlicher Ebene gibt es Klimaziele, beispielsweise als Unternehmensziele: Die von der G20 und dem Financial Stability Board eingerichtete Task Force on Climate-related Financial Disclosures (TCFD) empfiehlt Unternehmen, Klimaziele zu definieren und darüber zu berichten. Gut 500 große deutsche Unternehmen sind von der Berichtspflicht nach der EU-Richtlinie 2014/95/EU vom 22. Oktober 2014 zur Offenlegung nichtfinanzieller und die Diversität betreffender Informationen (CSR-Richtlinie) betroffen, die meisten berichten auch über Klimathemen. Etwa 45 % der im Jahr 2019 nach der CSR-Richtlinie vorgelegten Berichte enthielten Klimaziele. Viele Ziele waren jedoch sehr vage formuliert. Die meisten lagen innerhalb eines Zeithorizonts von weniger als fünf Jahren. Ein Teil der Unternehmen orientierte sich an wissenschaftsbasierten Standards, etwa dem der Science Based Targets Initiative. Insgesamt 32 der 228 Unternehmen strebten eine Form von Treibhausgasneutralität an, wobei elf ihre Scope 1 und 2 Emissionen, weitere elf alle Emissionen (Scope 1–3) auf Netto-Null reduzieren wollten (→ GHG Protocol – Scopes). Es hat jedoch kaum Konsequenzen, wenn Unternehmen ihre Klimaziele verfehlen oder aufgeben.